# Fred Andersson
Karl Fred Andersson (eg. Karl Fredrik),  född 17 februari 1921 i Nederkalix, Norrbotten, död 17 mars 1989 i Stockholm, var en svensk målare och tecknare.
Fred Andersson växte upp i Norrbotten, men flyttade med sin familj som barn till Chicago i USA, där de bodde 1928–1936, innan fadern dog och man återvände till Sverige. Som konstnär var Andersson autodidakt, men gjorde studieresor till Frankrike, Spanien, Andorra, Norge, England, Italien, Grekland och Egypten. Han målade koloristiskt levande och intensivt i en impressionistiskt "flimrande" stil.
Från debuten i Stockholm 1950 har han deltagit i en rad separat- och samlingsutställningar, framförallt i Norrland och Stockholms-regionen, bland annat på Liljevalchs, Unga tecknare vid Nationalmuseum, Fotboll i konsten vid Fotbolls-VM i Solna 1958 och med Konstnärernas Samarbetsorganisation. Han är representerad bland annat vid Moderna Museet, Norrköpings konstmuseum, Norrbottens museum i Luleå, Nationalmuseum, Stockholm samt vid Sundsvalls museum.
Offentliga verk av honom återfinns vid Norrbottens Järnverk i Luleå (1962) och vid LKAB:s gruva i Kiruna (1964). Fred Andersson är begravd på Norra begravningsplatsen utanför Stockholm.